# Cetățenii pentru Dezvoltarea Europeană a Bulgariei
Cetățenii pentru Dezvoltarea Europeană a Bulgariei (în bulgară Граждани за европейско развитие на България, transliterat: Graždani za evropejsko razvitie na Bǎlgarija, având acronimul  ГЕРБ / GERB, „blazon” în bulgară) este un partid politic bulgar de centru-dreapta.
Fondat în 2006 de Boiko Borisov, atunci primar al Sofiei, a reușit să ajungă direct pe al doilea loc la alegerile europene din 2007. În 2009, a reușit la alegerile europene, apoi la cele legislative, ceea ce i-a permis lui Borisov să formeze un guvern minoritar.
S-a impus la alegerile locale din 2011, în timp ce candidatul său la alegerile prezidențiale, Rosen Plevneliev, s-a impus în al doilea tur de scrutin. La alegerile legislative din 2013 s-a clasat pe primul loc.

## Istorie

### Fondare și începuturi

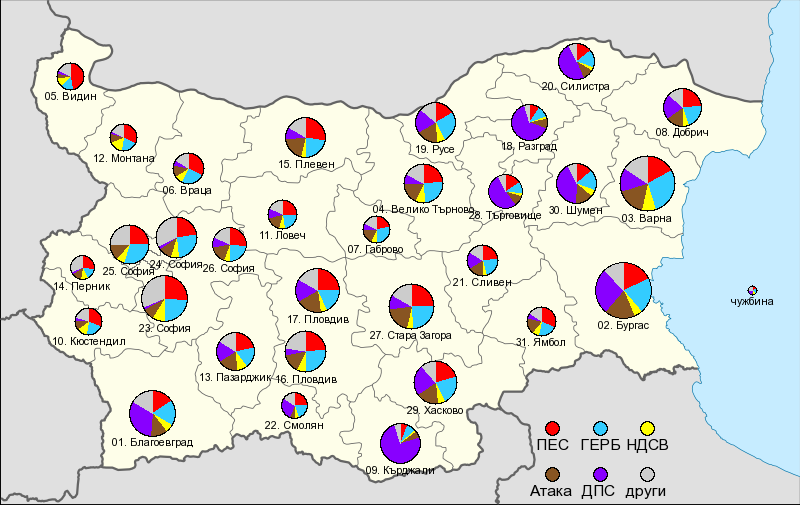
Rezultatele Alegerilor Europene Speciale din 2007 (Bulgaria)

Partidul a fost creat la 13 mai 2006 de către primarul Sofiei, Boiko Borisov, după o organizație neguvernamentală, denumită GERB – Cetățenii pentru Dezvoltarea Europeană a Bulgariei, creată ceva mai devreme, în același an. Congresul fondator al formațiunii s-a ținut la 13 decembrie 2006 și l-a desemnat pe Țvetan Țvetanov, adjunct al primarului capitalei, drept președinte al partidului nou-înființat. Începând cu luna următoare GERB avea 14% din intențiile de vot, plasându-se pe a doua poziție în sondaje, după Partidul Socialist Bulgar (PSB) Și-a fixat prioritățile: lupta împotriva crimei, contra corupției, ocrotirea familiei ca element fundamental al societății și independența energetică.
La Alegerile Europene Speciale din 20 mai 2007, lista condusă de Dușana Zdravkova s-a clasat în frunte cu 21,7% din voturi, chiar în fața listei PSB. La 6 iunie următor, membrii GERB și-au depus candidatura de aderare la Partidul Popular European (PPE), devenind membri ai acestuia la 7 februarie 2008. În octombrie 2007, formațiunea și-a păstrat primăria Sofiei cu 46,4%, respectiv 53,4% pentru Borisov.

### 2009, anul victoriilor

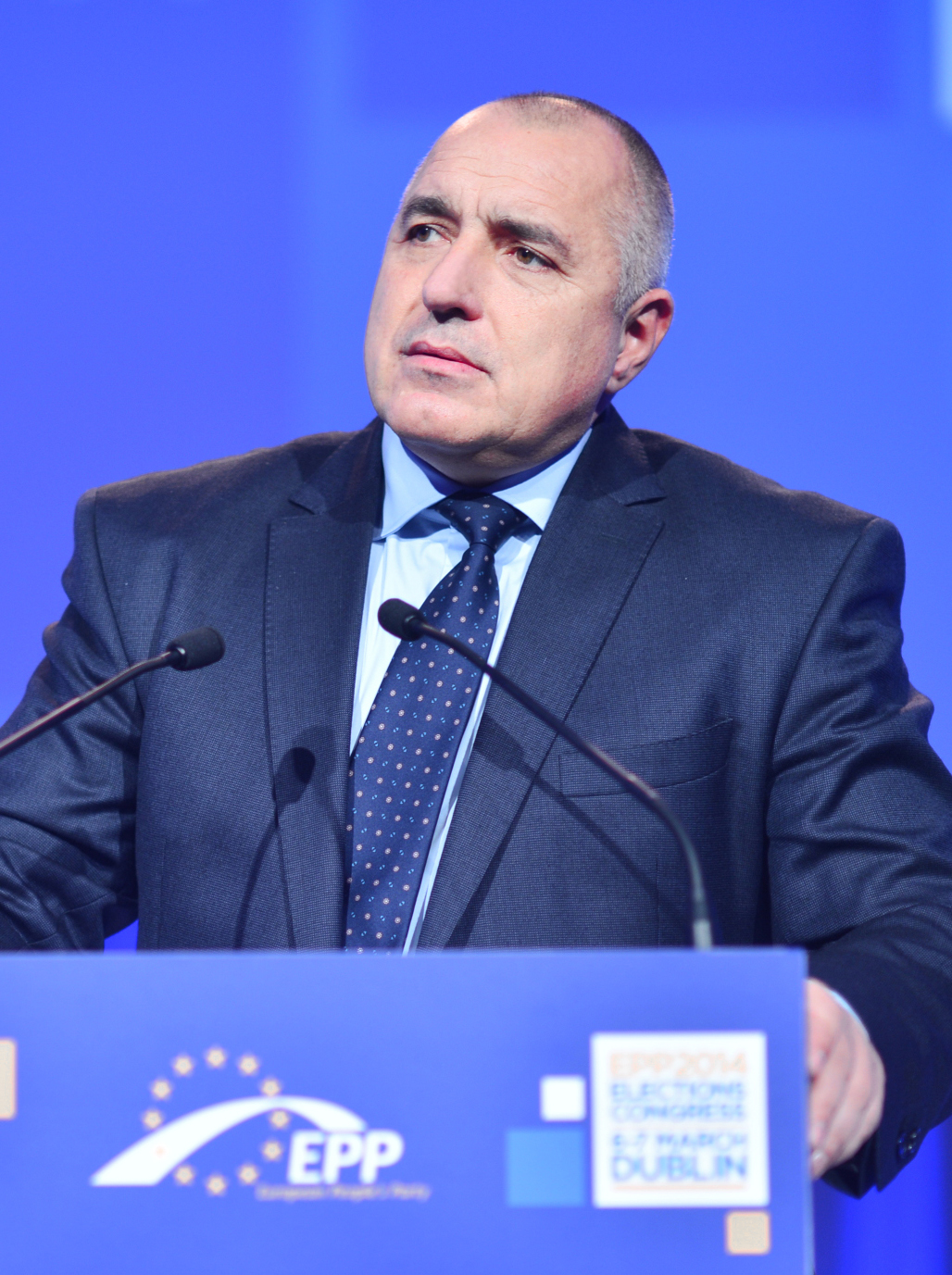
Boiko Borisov.

Condusă de deputata europeană Rumiana Jeleva, lista GERB pentru Alegerile Europene din 7 iunie 2009 și-a confirmat primul loc obținând 24,4 % din sufragiile exprimate, cu un avans de aproape șase puncte față de lista socialiștilor. La 5 iulie următor, partidul ajunge în mod clar în fruntea alegerilor legislative obținând 39,7% din voturi și 116 locuri de deputați din 240, ratând cu puțin majoritatea absolută. Boiko Borisov și-a asigurat susținerea, fără participare la guvernare, a Uniunii Naționale Ataka, formațiune de extremă dreaptă, a Coaliției albastre (SK) și a coaliției Ordine, Lege și Justiție (RZS), coaliție și partide conservatoare, care dispuneau împreună de 45 de locuri, formând un guvern minoritar la 27 iulie 2007.

### Partidul la putere
La congresul organizat la 10 ianuarie 2010, Borisov a fost ales președinte al GERB înlocuindu-l pe Țvetanov, de acum ministre de Interne și care a devenit, cu această ocazie, vicepreședinte al partidului. Ordine, Lege și Justiție și-a retras totuși sprijinul, trei luni mai târziu, opunându-se procedurii de destituire a președintelui Republicii, Gheorghi Părvanov.
Deși a pierdut apoi și sprijinul Coaliției albastre și a Uniunii Naționale Ataka, GERB a continuat să guverneze în minoritate, mulțumită sprijinului deputaților independenți și abținerii celor de la Ataka. În 2011 Borisov a renunțat să candideze la alegerile prezidențiale și l-a desemnat pe Rosen Plevneliev, ministru al Dezvoltării regionale și membrul cel mai popular din cabinet, pentru a reprezenta partidul. Acesta a câștigat al doilea tur, cu peste 52 % din voturi.
Șeful guvernului și-a anunțat demisia la 20 februarie 2013, după importante manifestații contra scumpirii vieții și contra corupției. La alegerile anticipate din 13 mai următor, partidul a ajuns în frunte cu 30,5 % din voturi și 97 de deputați. Dacă era prima dată când partidul aflat la putere obține din nou primul loc la legislative, GERB a pierdut douăzeci de fotolii, găsindu-se fără majoritate, în timp ce celelalte partide reprezentate în Adunare au anunțat că nu vor susține un nou guvern de centru-dreapta.

## Ideologie
Gruparea Cetățenii pentru Dezvoltarea Europeană a Bulgariei este un partid politic conservator, liberal, atlantist și proeuropean, care afirmă că se inspiră din democrația creștină. Partidul dorește să se asigure respectarea libertăților și drepturile fundamentale, să lupte contra corupției, să întărească statul și instituțiile sale, rolul societății civile, să restaureze valorile morale, spirituale, culturale. Înțelege să reabiliteze munca, să întărească libera inițiativă, să reformeze ajutorul social, să promoveze egalitatea șanselor și dezvoltarea individuală. În sfârșit, se pronunță pentru o politică externă care vizează o deplină integrare a Bulgariei în „structurile euro-atlantice”.

## Conducători
| Nume            | Date                                 |
| --------------- | ------------------------------------ |
| Țvetan Țvetanov | 13 decembrie 2006 – 10 ianuarie 2010 |
| Boiko Borisov   | 10 ianuarie 2010 –                   |

## Rezultate electorale

### Alegeri parlamentare
| Anul           | Deputați  | Voturi    | %     | Rang | Guvern                               |
| -------------- | --------- | --------- | ----- | ---- | ------------------------------------ |
| 2009           | 117 / 240 | 1.677.870 | 39,7  | 1    | Guvern GERB                          |
| 2013           | 97 / 240  | 1.081.605 | 30,5  | 1    | Opoziție                             |
| 2014           | 84 / 240  | 1.072.491 | 32,7  | 1    | Coaliție formată din GERB–RB         |
| 2017           | 95 / 240  | 1.147.283 | 32,7  | 1    | Coaliție formată din GERB–OP         |
| Aprilie 2021   | 75 / 240  | 837.671   | 26,1  | 1    | Alegeri anticipate                   |
| Iulie 2021     | 63 / 240  | 642.165   | 23,51 | 2    | Alegeri anticipate                   |
| Noiembrie 2021 | 58 / 240  | 596.456   | 22,44 | 2    | Opoziție                             |
| 2022           | 67 / 240  | 634.649   | 25,33 | 1    | Alegeri anticipate                   |
| 2023           | 69 / 240  | 669.361   | 25,42 | 1    | Coaliție formată din GERB–PP         |
| 2023           | 69 / 240  | 669.361   | 25,42 | 1    | Alegeri anticipate                   |
| Iunie 2024     | 68 / 240  | 530,658   | 23,99 | 1    | Alegeri anticipate                   |
| Octombrie 2024 | 69 / 240  | 642,931   | 25,52 | 1    | Coaliție formată din GERB-BSP-OL-ITN |

### Alegeri europene
| Anul | Deputați | Voturi  | %    | Rang |
| ---- | -------- | ------- | ---- | ---- |
| 2007 | 5 / 18   | 420.001 | 21,7 | 1    |
| 2009 | 5 / 18   | 627.693 | 23,4 | 1    |
| 2014 | 6 / 17   | 680.838 | 30,4 | 1    |
| 2019 | 6 / 17   | 607.194 | 31,1 | 1    |
| 2024 | 5 / 17   | 474,059 | 23,5 | 1    |

### Alegeri prezidențiale
| Anul | Candidat           | Primul tur | Primul tur             | Al doilea tur | Al doilea tur          | Rezultat   |
| Anul | Candidat           | Voturi     | %                      | Voturi        | %                      | Rezultat   |
| ---- | ------------------ | ---------- | ---------------------- | ------------- | ---------------------- | ---------- |
| 2011 | Rosen Plevneliev   | 1.349.380  | 40,1 (locul întâi)     | 1.698.136     | 52,6 (ales)            | A câștigat |
| 2016 | Țețka Țaceva       | 840.396    | 22,0 (locul al doilea) | 1.249.043     | 36,2 (locul al doilea) | A pierdut  |
| 2021 | Anastas Gerdzhikov | 606.441    | 22,8 (locul al doilea) | 733.791       | 31,8 (locul al doilea) | A pierdut  |